# Casa Yunge
La Casa Yunge-Hitschfeld o Casa Yunge es un monumento histórico localizado en la ciudad de Puerto Varas, Región de Los Lagos, Chile. Su data de construcción se remonta aproximadamente al período comprendido entre 1935‐1936, aunque también se ha señalado que ésta sería el año 1932, mientras que su constructor fue Juan Hitschfeld.
Pertenece al conjunto de monumentos nacionales de Chile desde el año 1992 en virtud del Decreto Supremo 290 del 4 de junio del mismo año; se encuentra en la categoría «Monumentos Históricos».

## Historia

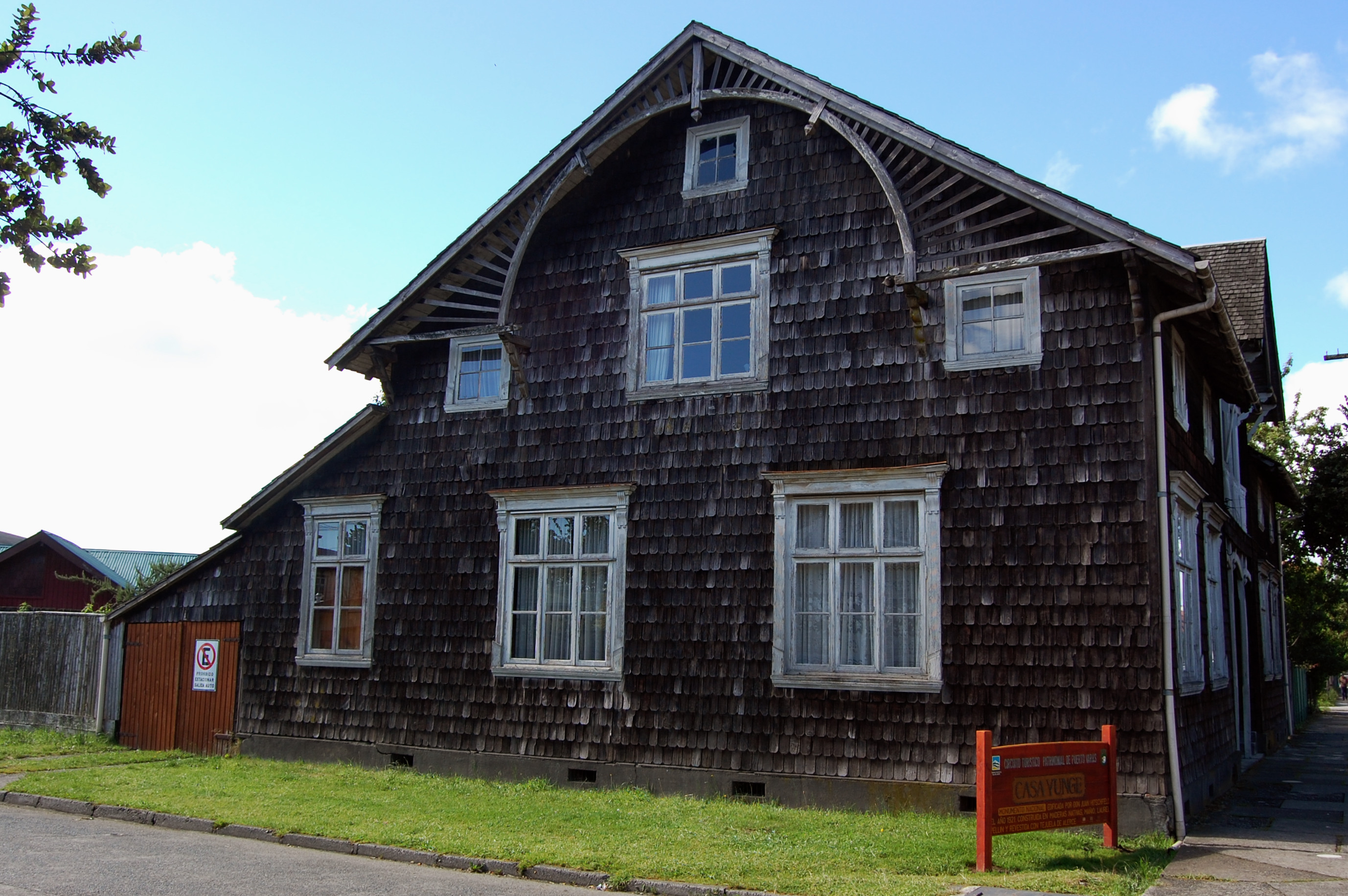
Fachada lateral de la Casa Yunge.

La construcción al estilo casona fue construida por Juan Hitschfeld para ser destinada a uso residencial por la familia Yunge-Hitschfeld. Junto a las casas Götschlich, Jüpner, Casa Maldonado, Kuschel y Raddatz, es uno de los «pocos ejemplares todavía existentes en Puerto Varas que corresponden a los primeros inmuebles desarrollados por los colonizadores alemanes, quienes comenzaron a llegar a esta zona aledaña al Lago Llanquihue a mediados del s. XIX».
La construcción se encuentra ubicada en un terreno con una superficie de 661,74 m², mientras que la casona propiamente tal tiene 496,6 m² de superficie aproximada. Cuenta con dos pisos y un soberado, mientras que «su estructura es de enramado de madera, al igual que el revestimiento de sus muros, hecho con tejuelas de madera».
Actualmente, y como parte del «Plan maestro zona típica Puerto Varas», existe un proyecto de recuperación de este inmueble, que considera principalmente sus fachadas.